# Ada Rogato
Ada Rogato, née à São Paulo au Brésil le 22 décembre 1910, morte à São Paulo le 15 novembre 1986, est une aviatrice brésilienne, pionnière de l'aviation. Elle devient la première femme sud-américaine à obtenir une licence de pilote de planeur, puis la première femme brésilienne à obtenir son brevet de parachutiste. 
Elle bat cinq records, notamment le record du monde du plus long vol en solitaire, étant la première à traverser les trois Amériques, de la Terre de Feu jusqu'à l'Alaska. Elle détient aussi le record brésilien du nombre de sauts en parachute. Elle a également été la première femme pilote pour l'agriculture au Brésil, répandant des produits de l'Institut biologique afin de réduire les destructions des récoltes de café du pays.

## Jeunesse et formation
Ada Leda Rogato ou Ada Rogato est née le 22 décembre 1910 à São Paulo, au Brésil. Ses parents, Guilherme Rogato et Maria Rosa, née Grecco, sont des immigrants originaires d'Italie. Son éducation est typique des filles de son époque, avec une scolarité minimale, l'apprentissage de la peinture et des cours de piano. Dès son plus jeune âge, Ada Rogato veut apprendre à voler, mais lorsque ses parents se sont séparés, elle a dû aider sa mère en effectuant des travaux domestiques, en vendant des broderies et des objets artisanaux. En économisant ses gains, elle peut obtenir assez d'argent pour prendre des cours de pilotage à l'aéro-club de São Paulo et obtenir sa licence de pilote de planeur de classe « C » en 1935,. Elle devient la première Brésilienne et la première pilote de planeur sud-américaine,.

## Carrière
En 1936, Ada Rogato prend des leçons supplémentaires et passe ses tests pour devenir pilote d'avion,. Elle pilote divers types d'avions de fabrication américaine, ainsi que des avions de fabrication brésilienne comme le Muniz M-7 ou le Muniz M-9, entre autres. Elle est la troisième pilote d'avion brevetée du Brésil, après Teresa De Marzo et Anésia Pinheiro Machado. Elle vole comme pilote d'essai pour des avions légers construits au Brésil et a commencé à voler dans des spectacles aériens. Ayant besoin de gagner sa vie, elle suit un cours de dactylographie et postule pour entrer dans la fonction publique.
Ada Rogato commence à travailler en 1940 comme secrétaire à l'Institut biologique, en remplacement de l'ancien secrétaire temporaire. Elle suit un cours de bibliothécaire pour améliorer ses compétences et demande un congé pour continuer sa participation aux activités de la « Semaine de l'escadre ». 
L'année suivante, Ada Rogato suit un cours de parachutisme, obtenant la première certification de parachutiste brésilien. Elle achète un avion biplace Paulistinha. Lors de la réception de sa certification de parachutiste, le ministère de l'Aéronautique demande qu'elle soit autorisée à prendre un congé de trois mois pour lui permettre de suivre une formation à l'École technique de l'aviation. 
Pendant la Seconde Guerre mondiale, Ada Rogato effectue bénévolement des missions, patrouillant le long la côte de São Paulo (le Litoral Paulista). En récompense des services qu'elle rend ainsi, elle devient la première femme à recevoir le titre de pilote Honoris Causa de l'armée de l'air brésilienne. En 1942, Ada Rogato effectue de nuit un saut en parachute audacieux. Elle était la seule femme et était accompagnée de cinq hommes, qui ont sauté d'un avion Focke-Wulf dans la baie au large de Rio de Janeiro. Le président Getúlio Vargas était sur place pour assister au saut et au sauvetage des parachutistes par les deux bateaux prêts à les recueillir.
Lorsque Ada Rogato retourne à l'Institut biologique, elle est affectée à la section de surveillance de la santé animale. Ce poste fait qu'elle est recrutée pour être la première femme pilote agricole en 1948. Comme elle avait accumulé plus de 1 200 heures de vol, l'Institut l'a embauchée pour pulvériser un insecticide dans le but d'éliminer le fléau des scolytes qui endommageaient la récolte de café du pays. Elle travaille alors comme nettoyeuse des cultures, pulvérisant l'insecticide Gamexame (hexachlorocyclohexane), tout en portant un équipement de protection. L'insecticide est ensuite interdit car dangereux pour la santé, mais pas avant qu'Ada Rogato ait son seul accident grave, lorsqu'un dysfonctionnement de l'appareil de pulvérisation la fait s'écraser. Elle est hospitalisée pendant un mois. Il a été émis plus tard l'hypothèse que l'exposition aux produits chimiques pouvait avoir conduit à ce qu'elle développe un cancer. Après son rétablissement, Ada Rogato retourne à sa mission de pulvérisation.
En 1950, Ada Rogato prend un congé sabbatique de l'Institut biologique et vole à ses propres frais pour participer à des spectacles aériens en Argentine, au Chili et au Paraguay. Au Chili, elle devient la première femme à sauter en parachute dans le pays, et récolte des applaudissements quand elle atterrit avec un drapeau brésilien et un drapeau chilien. Elle reçoit une mention élogieuse du gouvernement chilien. 

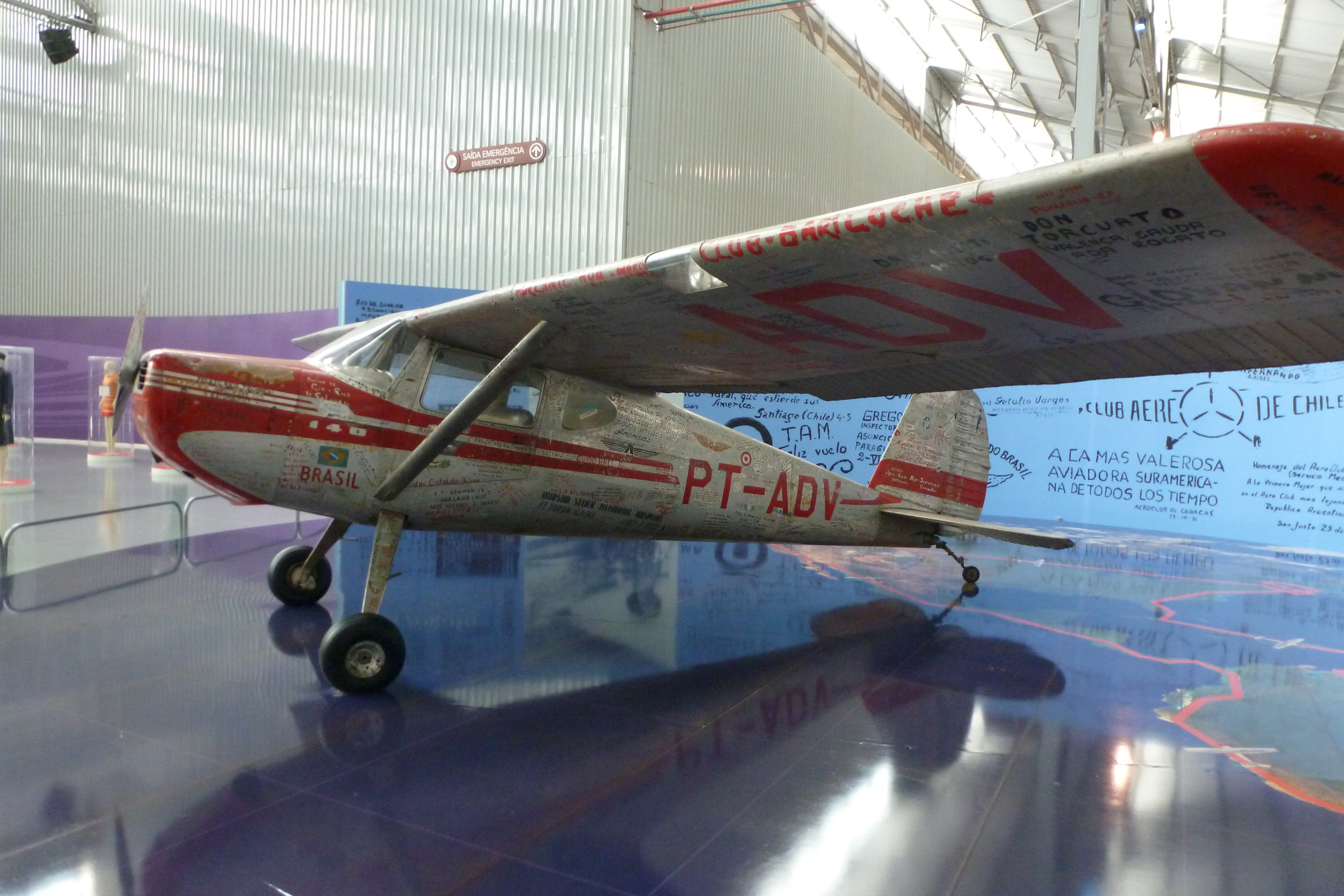
Le Cessna 140 d'Ada Rogato, au Musée TAM de São Carlos, au Brésil.

Elle traverse la cordillère des Andes dans son Paulistinha et reçoit la médaille du mérite aéronautique pour avoir franchi les Andes. Elle reçoit également un Cessna 140, qu'elle utilise l'année suivante pour un vol record. 
En 1951, elle bat le record de vol le plus long en solitaire en parcourant 51 064 milles de la Terre de Feu jusqu'à Anchorage en Alaska, sur une période de six mois. Volant au sud de Rio de Janeiro, elle se rend en Uruguay puis en Argentine avant de traverser les Andes, longeant la côte ouest de l'Amérique du Sud, puis traversant l'Amérique centrale et l'Amérique du Nord jusqu'à rejoindre Anchorage. D'Anchorage, elle vole vers l'aéroport le plus au nord, à Fort Yukon dans le cercle polaire arctique. Elle reprend ensuite son vol vers Seattle et vole ensuite vers Washington, DC, puis Montréal et Ottawa au Canada avant de se diriger vers les Caraïbes pour voler à travers Cuba, Haïti, la République dominicaine, Porto Rico, Trinidad, le Venezuela, les trois Guyanes avant de retourner au Brésil. Le voyage a été présenté comme une tournée de bon voisinage ; elle a rencontré les premières dames de chacun des dix-sept pays à travers lesquels elle a volé,.
Rogato devient en 1952 le premier pilote civil à décoller ou à atterrir un avion de faible puissance, son Cessna, depuis El Alto à La Paz, en Bolivie, qui à l'époque était l'aéroport le plus haut du monde. En 1956, elle entreprend une mission officielle pour le gouvernement de São Paulo, volant vers chaque capitale des états brésiliens. Ce faisant, elle est le premier pilote à survoler la forêt amazonienne. 
En 1960, Ada Rogato a établi une autre première, devenant la première femme à arriver à Ushuaïa, dans la Terre de Feu, qui était la ville la plus méridionale du monde à cette époque. Une caractéristique particulière de la carrière d'Ada Rogato est que tous ses vols ont été accomplis en tant que voyages en solitaire dans des avions de faible puissance, avec des moteurs de 85 chevaux ou moins, qui n'avaient pas d'instrumentation sophistiquée, ni même une radio,. Elle a détenu le record brésilien des sauts en parachute avec 105 sauts à son actif.
Ada Rogato prend sa retraite de la fonction publique en 1980, ayant atteint le poste de chef de la section des sports et du tourisme pour la division technique Centennial of Women Pilots, mais elle continue à voler jusque quatre ans avant sa mort. On dit qu'elle a arrêté de voler uniquement parce qu'elle ne pouvait plus battre de record sans un avion plus puissant. De 1980 à 1986, Ada Rogato est directrice du Musée de l'aéronautique et de l'espace de São Paulo ;  elle est également présidente de la Fondation Santos Dumont.

## Décès et hommages
Ada Rogato meurt le 15 novembre 1986 à São Paulo ; son corps est exposé au musée de l'aéronautique, puis est enterré au cimetière Santana de São Paulo après un hommage spécial « escadron de fumée ». 
Ada Rogato a été la première femme à recevoir la mention élogieuse nationale du mérite aéronautique, avec le grade de chevalier. Elle est également devenue la première femme commandant d'escadre dans l'armée de l'air brésilienne et à recevoir le titre de pilote Honoris Causa de l'armée de l'air brésilienne. 
Le gouvernement du Chili l'a décorée comme Grand Officier méritoire de l'Ordre de Bernardo O'Higgins en 1951. En 1952, elle a reçu les ailes commémoratives de l'Armée de l'Air bolivienne pour son vol à La Paz. Elle a également été décorée avec les ailes de l'Armée de l'Air colombienne et en 1954 a reçu le diplôme de mérite Paul Tissandier en Aviation de l'organisation française, Aeronautics International.
Une rue de Ribeirão Preto est nommée en son honneur, et une place de la ville de Lapa porte son nom. En 2000, un timbre est émis par la poste brésilienne pour commémorer son vol au-dessus des Andes. En 2011, l'écrivain brésilien Lucita Briza publie une biographie de la vie d'Ada Rogato, Ada – Mulher, pioneira, aviadora, aux éditions C&R Editorial. 
Les médailles d'Ada Rogato et son Cessna sont exposés au musée TAM de São Carlos depuis 2012.